# Starrcade
Starrcade fue un evento de pago por visión de la National Wrestling Alliance y después de la World Championship Wrestling entre 1983 y 2000. 
Sin embargo, el 18 de septiembre de 2017 se ha confirmado su regreso después de 2 décadas siendo un house show exclusivo de la marca SmackDown Live, confirmándolo la misma WWE en su sitio web teniendo como fecha el 25 de noviembre.
Era el mayor evento de la WCW del año teniendo la misma importancia que WrestleMania en la World Wrestling Entertainment junto con Halloween Havoc, The Great American Bash y Bash at the Beach. Desde 1989 a raíz de que la WWE creó Survivor Series el mismo mes que Starrcade, la NWA cambio el evento al mes de diciembre. Actualmente, los derechos del PPV son propiedad de la WWE con eso sacando un DVD titulado: "Starrcade: The Essential Collection".

## Fechas y lugares
| Evento                       | Fecha                       | Ciudad                         | Lugar                            |
| National Wrestling Alliance  | National Wrestling Alliance | National Wrestling Alliance    | National Wrestling Alliance      |
| ---------------------------- | --------------------------- | ------------------------------ | -------------------------------- |
| Starrcade (1983)             | 24 de noviembre de 1983     | Greensboro, Carolina del Norte | Greensboro Coliseum              |
| Starrcade (1984)             | 22 de noviembre de 1984     | Greensboro, Carolina del Norte | Greensboro Coliseum              |
| Starrcade (1985)             | 28 de noviembre de 1985     | Greensboro, Carolina del Norte | Greensboro Coliseum              |
| Starrcade (1985)             | 28 de noviembre de 1985     | Atlanta, Georgia               | The Omni                         |
| Starrcade (1986)             | 27 de noviembre de 1986     | Greensboro, Carolina del Norte | Greensboro Coliseum              |
| Starrcade (1986)             | 27 de noviembre de 1986     | Atlanta, Georgia               | The Omni                         |
| Starrcade (1987)             | 26 de noviembre de 1987     | Chicago, Illinois              | UIC Pavilion                     |
| NWA/WCW                      |                             |                                |                                  |
| Starrcade (1988)             | 26 de noviembre de 1988     | Norfolk, Virginia              | Norfolk Scope                    |
| Starrcade (1989)             | 13 de diciembre de 1989     | Atlanta, Georgia               | The Omni                         |
| Starrcade (1990)             | 16 de diciembre de 1990     | San Luis, Misuri               | Kiel Auditorium                  |
| World Championship Wrestling |                             |                                |                                  |
| Starrcade (1991)             | 29 de diciembre de 1991     | Norfolk, Virginia              | Norfolk Scope                    |
| Starrcade (1992)             | 28 de diciembre de 1992     | Atlanta, Georgia               | The Omni                         |
| Starrcade (1993)             | 27 de diciembre de 1993     | Charlotte, Carolina del Norte  | Independence Arena               |
| Starrcade (1994)             | 27 de diciembre de 1994     | Nashville, Tennessee           | Auditorio Municipal de Nashville |
| Starrcade (1995)             | 27 de diciembre de 1995     | Nashville, Tennessee           | Auditorio Municipal de Nashville |
| Starrcade (1996)             | 29 de diciembre de 1996     | Nashville, Tennessee           | Auditorio Municipal de Nashville |
| Starrcade (1997)             | 28 de diciembre de 1997     | Washington D. C.               | MCI Center                       |
| Starrcade (1998)             | 27 de diciembre de 1998     | Washington D. C.               | MCI Center                       |
| Starrcade (1999)             | 19 de diciembre de 1999     | Washington D. C.               | MCI Center                       |
| Starrcade (2000)             | 17 de diciembre de 2000     | Washington D. C.               | MCI Center                       |
| WWE (WWE Starrcade)          |                             |                                |                                  |
| Starrcade (2017)             | 25 de noviembre de 2017     | Greensboro, Carolina del Norte | Greensboro Coliseum              |
| Starrcade (2018)             | 24 de noviembre de 2018     | Cincinnati, Ohio               | U.S. Bank Arena                  |
| Starrcade (2019)             | 1 de diciembre de 2019      | Duluth, Georgia                | Infinite Energy Arena            |

## Referencías
- Datos: Q1360379